# Robert Southwell (diplomate)
Robert Southwell (31 décembre 1635 - 11 septembre 1702) est un diplomate. Il est secrétaire d'État pour l'Irlande et Président de la Royal Society de 1690 à 1695.

## Éducation

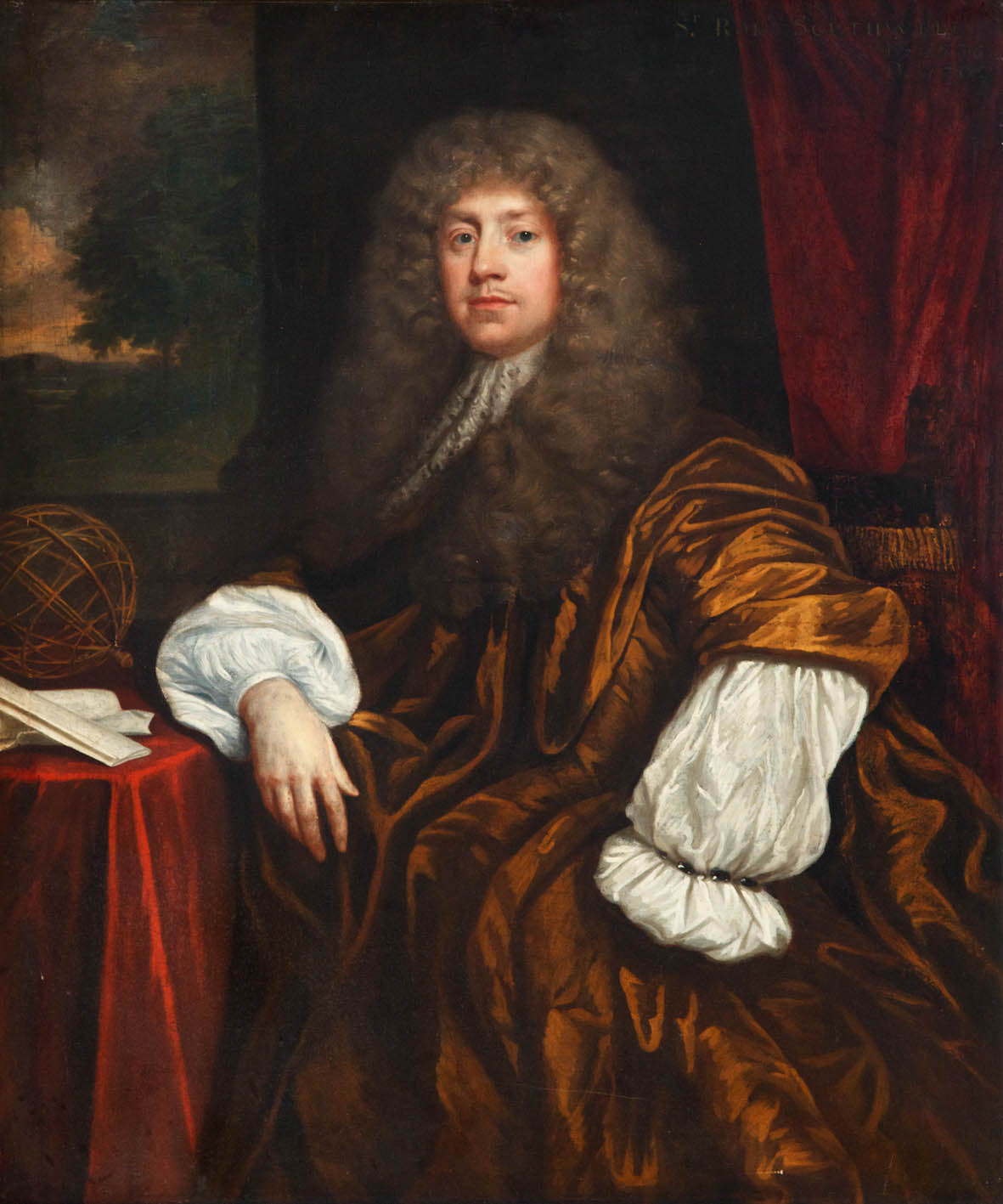
Sir Robert Southwell

Robert Southwell est né le 31 décembre 1635 près de Kinsale, dans le comté de Cork, de Robert Southwell (1608-1677) et de son épouse Helena, fille du major Robert Gore, de Shereton, dans le Wiltshire. La famille s'installe en Irlande quelques générations auparavant et son père devient fonctionnaire des douanes à Kinsale en 1631. Comme d'autres planteurs de Munster, il est menacé par la rébellion irlandaise de 1641. Pendant la guerre civile, il suit la cause royaliste, le plaçant dans une position de faiblesse. C'est peut-être pour cette raison que son fils est envoyé à Christchurch (Dorset) en 1650, avant d'obtenir son diplôme du Queen's College, à Oxford, où il obtient son baccalauréat en 1655. Entre 1659 et 1661, il se rend en Europe pour rencontrer certains des plus grands intellectuels de son temps. Il est élu membre de la Royal Society en 1662.

## Fonction publique
À son retour en Irlande, son père veut qu'il trouve un emploi qui le maintiendrait en Irlande. Il obtient le poste de secrétaire de la Commission des prix en 1664. Peu de temps après, il épouse le 26 janvier 1664 Elizabeth Dering (1649-1682), fille de Sir Edward Dering (2e baronnet), dont il a un fils Edward Southwell Sr. (1671-1730) et quatre filles - Helena, Elizabeth, Mary et Catherine . La dot du mariage, de 1 500 £, lui permet d’acheter l’un des quatre offices de greffiers du Conseil privé.
Ses compétences linguistiques conviennent pour le service diplomatique. En novembre 1665, il est nommé émissaire au Portugal et est anobli avant son départ. Là, il aide à assurer la paix entre l'Espagne et le Portugal, en février 1668. Il retourne en Angleterre, mais est renvoyé au Portugal, où il reste plus d'un an.
En octobre 1671, il est envoyé à Bruxelles tant qu'ambassadeur. À son retour, il est élu au Parlement anglais pour Penryn en 1673. Il reprend également le poste de secrétaire de la Commission des prix, dont il a démissionné en 1667 et devient adjoint de son père en tant que vice-amiral de Munster. Il est également devenu commissaire aux accises en 1671.
Il est embarrassé par le Complot papiste, contraint de témoigner lors du procès d'Édouard Coleman dans lequel Titus Oates, qu'il déteste, disait la vérité sur les preuves données lors d'une réunion cruciale du Conseil. Il vend son poste de greffier du Conseil privé à 1679. Cependant, il reste en faveur, étant nommé au printemps 1680 en tant qu'envoyé auprès de l'électeur de Brandebourg dans le but de construire une alliance contre la France. Cela le conduit devant les cours du prince d'Orange et du duc de Brunswick–Lünebourg, mais le projet final ne correspond plus à ce que voulait Charles II.
En 1685, il est réélu au Parlement, cette fois pour Lostwithiel. Cependant, il est en congé à cette époque, ayant perdu sa place aux accises en 1681.

## Après la glorieuse révolution
Après l’avènement de Guillaume III d'Orange-Nassau et de Marie II d’Angleterre, Southwell accompagne Guillaume en Irlande en tant que secrétaire principal, après le débarquement de Jacques II à Kinsale dans le but de recouvrer son royaume. Il est en Irlande de juin à octobre 1690. En décembre, il est élu président de la Royal Society, poste auquel il est réélu chaque année jusqu'en 1695. Il occupe également le poste de commissaire aux douanes de 1689 à 1697. Il est décédé le 11 septembre 1702, à King's Weston House, près de Bristol, est enterré dans l’église Henbury, dans le Gloucestershire. Bien qu'il vécut en Angleterre, Southwell se souvient de ses racines irlandaises en fondant des almshouses à Kinsale.